# الواقعية الاشتراكية في بولندا

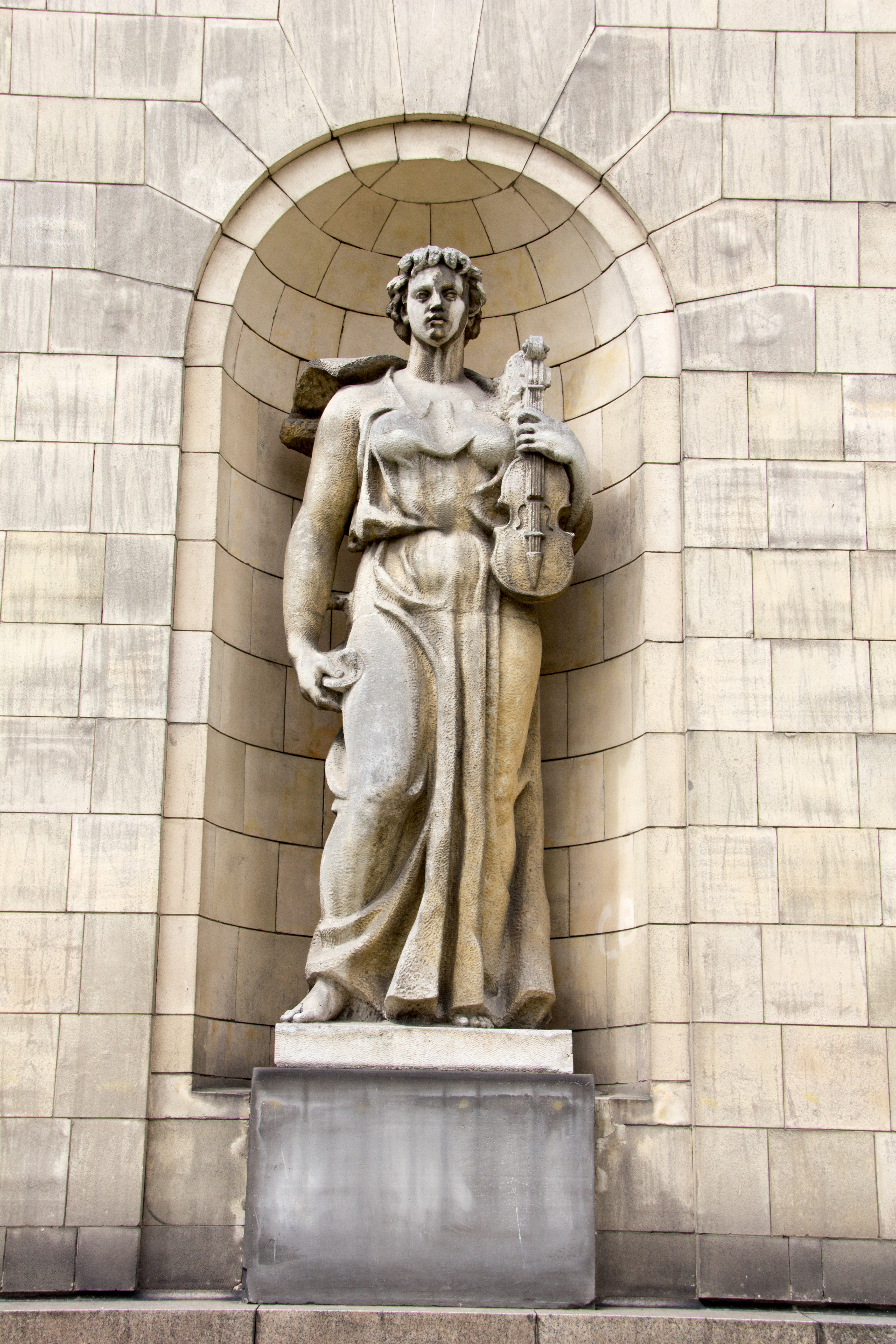

كانت الواقعية الاشتراكية في بولندا مذهبًا اجتماعيا وسياسيًا وجماليًا فرضته الحكومة الشيوعية الموالية للسوفييت في سيرورة التحول إلى الستالينية في جمهورية بولندا الشعبية بعد الحرب. طُرحت السياسية الرسمية في عام 1949 بموجب مرسوم صادر عن وزير حزب العمال البولندي المتحد (لاحقًا، وزير الثقافة والفنون) فلودزيمييرز سوكورسكي. كما كان الحال في جميع دول المعسكر الشرقي التي سيطر عليها السوفييت، أصبحت الواقعية الاشتراكية الأداة الرئيسية للسيطرة السياسية في بناء الشمولية في بولندا. وعلى الرغم من ذلك، لم يصبح هذا التوجه مهمينًا بشكل فعلي على الإطلاق. بعد وفاة ستالين في 5 مارس 1953، واجتثاث الستالينية اللاحق من جميع الجمهوريات الشعبية، بدأ الفنانون والكتّاب والمعماريون البولنديون بالتخلي عنها نحو عام 1955. وصلت سيرورة اجتثاث الستالينية إلى أوجها خلال أكتوبر البولندي.

## التاريخ
فُرضت هذه السياسية في بولندا بين عامي 1949 و1956 وسط موجة من انتهاكات حقوق الإنسان ارتكبتها قوى الأمن التابعة للدولة. وشملت جميع المجالات السياسية والثقافية بما في ذلك الفنون البصرية والموسيقى والفنون الأدبية، على الرغم من أن أكثر الإنجازات إثارةً للذهول تحققت في ميدان الهندسة المعمارية. وُضحت أهداف هذا التوجه الجديد في قرار عام 1949 للمجلس الوطني لمعماريي الحزب. أُعلن فن العمارة سلاحًا رئيسيًا في إقامة نظام اجتماعي جديد. قُصد منه المساعدة في نشر الأيديولوجيا الشيوعية من خلال التأثير على وعي المواطنين وكذلك أيضًا نظرتهم إلى الحياة.
خلال هذه المهمة الضخمة، وقع دور حاسم على المصممين الذين يُنظر إليهم لا فقط كمهندسين معماريين يقيمون الشوارع والمباني، بل كـ«مهندسين للروح البشرية». امتدت الفكرة إلى ما وراء الجماليات وإلى مبادئ التصميم الحضري التي تهدف إلى التعبير عن التوقعات العظيمة وبعْث مشاعر الاستقرار واحتكار السلطة السياسية في بولندا الستالينية.

## سمات محلية
بات أسلوب عصر النهضة الصيغة الاشتراكية الوطنية لبولندا منذ اعتباره على وجه الإجمال الأسلوب الأكثر احترامًا في الهندسة المعمارية البولندية القديمة. وعلى الرغم من ذلك، أُدخلت أيضًا تغييرات رئيسية في سياق دمج هذه المبادئ في أيديولوجيا جديدة. كانت إحدى هذه التغييرات تهدف إلى أن تعكس مباشرةً الهندسة المعمارية السوفييتي، مما أدى إلى تآلف غالبية الأبنية الجديدة مع بعضها البعض. كان قصر جوزيف ستالين الجديد للثقافة والعلوم، الذي بُني في وارسو بين عامي 1952 و1955، أفضل تمثيل للرؤية الستالينية الشاملة التي روّج لها الاتحاد السوفييتي. استند تصميمه إلى ناطحات سحاب مماثلة بُنيت في الاتحاد السوفييتي في ذلك الوقت. استُقدم 3500 عامل بناء مباشرةً من الاتحاد السوفييتي مع مخططاتهم الخاصة، وأُسكنوا في مدن الصفيح في الضواحي. وصل الشكل الضخم الذي نشرته الحكومة الشيوعية إلى أوجه مع بناء مدينة جديدة بالكامل بالقرب من كراكوف إلى جانب مصنع للحديد والصلب الذي سرعان ما سيصبح الأضخم في بولندا. خُططت نوا هوتا مركزيًا لتكون مركزًا جديدًا رئيسيًا للصناعة الثقيلة، بعد مقاومة كبيرة من الطبقة الوسطى الكراكوفية. أُحيطت ساحتها الرئيسية (بلاك سينترالني) بمجمعاتٍ سكنية سكنتها طبقة جديدة من العمال الصناعيين العاملين في لينين ستيلووركس. على نحو لافت للنظر، يُعد اليوم مركز الواقعية الاشتراكية في نوا هوتا نصبًا معماريًا. اشتملت أمثلة بارزة أخرى عن التصميم الحضري على منطقة مارزالكوفسكا السكنية في وارسو ومنطقة كوسيوزكوفسكا السكنية في فروتسواف والمحطة الرئيسية في غدينيا غلونا ومنطقة سكنية في كواري وقصر كوال باسين للثقافة في دابروفا غورنيزا.

## الرسم والنحت
اقتصرت الواقعية الاشتراكية في الفن البولندي على بورتريهاتٍ لقادة الحزب وتصويراتٍ متنوعة لعمال عضليين ومشاهد لمعارك مع إيلاء اهتمام خاص بالذائقة الشعبية.